# 湖北省人民政府
湖北省人民政府是中华人民共和国湖北省的省级地方行政机关。

## 沿革
1911年10月，武昌起义成功后，成立湖北军政府。1912年4月，中华民国北洋政府成立，组建湖北省行政公署。1914年5月，设立湖北省巡按使公署。1916年7月，改称湖北省省长公署。1926年10月，國民革命軍北伐胜利后，國民政府成立中华民国湖北省政府。
1949年2月，中共中央中原局在河南商丘会议上提出成立湖北、河南、安徽三省的省委、省人民政府、省军区的设想。3月，在西柏坡召开中共七届二中全会。会议期间，毛泽东找李先念谈话，决定委派李先念回湖北，全面主持湖北党政军各项工作。3月6日，在河南开封成立中原临时人民政府。3月下旬，中原局及中原临时政府负责人邓子恢、李先念在开封分别约见桐柏军区司令员王宏坤等领导干部，商定组建中共湖北省委、省人民政府和湖北军区有关事宜。当时，中共政权在湖北省境内有鄂豫解放区和江汉解放区。
1949年4月，解放军发起渡江战役。5月16日、17日，解放军接管武汉三镇。不久，设立武汉市，成立武汉市人民政府。当时，位于湖北鄂豫解放区、江汉解放区，以及河南桐柏解放区交汇处的孝感县花园镇（今属孝昌县）成为中共政权在湖北的行政中心。5月20日，在花园镇成立中共湖北省委、省人民政府和湖北军区。李先念任省委书记、省政府主席、省军区司令员兼政委。5月至6月，湖北党政军三大机关主要领导生活、办公都在花园镇孙家畈的一处民房内（今为孙家畈革命旧址）。不久，湖北党政军领导机关迁入武汉市。
1950年4月，湖北省人民政府改组为湖北省人民政府委员会。1954年，因武汉市降为湖北省辖市，武汉市人民政府由湖北省人民政府委员会领导。1955年2月，湖北省人民政府委员会改组为湖北省人民委员会。
文化大革命中一度由湖北省革命委员会行使行政权力。1979年7月，全国人大五届二次会议通过新的《地方组织法》，规定地方各级设人民政府作为各级人大的执行机关和地方国家行政机关。1980年1月，湖北省人大五届二次会议选出省人大常务委员会委员57人，陈丕显为主任，夏世厚等14人为副主任，马达等42人为委员。常委会选举产生湖北省人民政府，1980年1月21日省政府发出通知，自即日起启用湖北省人民政府印章，原湖北省革命委员会印章同时作废 ，韩宁夫担任省长。1982年8月，韩宁夫辞去省长职务。8月21日，湖北省五届人大举行第十七次会议，决定接受韩宁夫的辞职请求，由黄知真递补。

## 职权
根据《中华人民共和国地方各级人民代表大会和地方各级人民政府组织法》第七十三条，县级以上的地方各级人民政府行使下列职权：
1. 执行本级人民代表大会及其常务委员会的决议，以及上级国家行政机关的决定和命令，规定行政措施，发布决定和命令；
2. 领导所属各工作部门和下级人民政府的工作；
3. 改变或者撤销所属各工作部门的不适当的命令、指示和下级人民政府的不适当的决定、命令；
4. 依照法律的规定任免、培训、考核和奖惩国家行政机关工作人员；
5. 编制和执行国民经济和社会发展规划纲要、计划和预算，管理本行政区域内的经济、教育、科学、文化、卫生、体育、城乡建设等事业和生态环境保护、自然资源、财政、民政、社会保障、公安、民族事务、司法行政、人口与计划生育等行政工作；
6. 保护社会主义的全民所有的财产和劳动群众集体所有的财产，保护公民私人所有的合法财产，维护社会秩序，保障公民的人身权利、民主权利和其他权利；
7. 履行国有资产管理职责；
8. 保护各种经济组织的合法权益；
9. 铸牢中华民族共同体意识，促进各民族广泛交往交流交融，保障少数民族的合法权利和利益，保障少数民族保持或者改革自己的风俗习惯的自由，帮助本行政区域内的民族自治地方依照宪法和法律实行区域自治，帮助各少数民族发展政治、经济和文化的建设事业；
10. 保障宪法和法律赋予妇女的男女平等、同工同酬和婚姻自由等各项权利；
11. 办理上级国家行政机关交办的其他事项。

## 机构设置
根据《湖北省机构改革方案》，除湖北省人民政府办公厅外，湖北省人民政府设置组成部门23个，直属特设机构1个，直属机构11个，部门管理机构7个。
湖北省人民政府设置下列机构：
- 湖北省人民政府办公厅

### 组成部门
- 湖北省发展和改革委员会
- 湖北省教育厅
- 湖北省科学技术厅
- 湖北省经济和信息化厅
- 湖北省民族宗教事务委员会
- 湖北省公安厅
- 湖北省民政厅
- 湖北省司法厅
- 湖北省财政厅
- 湖北省人力资源和社会保障厅
- 湖北省自然资源厅
- 湖北省生态环境厅
- 湖北省住房和城乡建设厅
- 湖北省交通运输厅
- 湖北省水利厅
- 湖北省农业农村厅
- 湖北省商务厅
- 湖北省文化和旅游厅
- 湖北省卫生健康委员会
- 湖北省退役军人事务厅
- 湖北省应急管理厅
- 湖北省审计厅

（办公厅挂参事室牌子；发展和改革委员会挂推动长江经济带发展领导小组办公室牌子；生态环境厅挂核安全局牌子；水利厅挂湖泊局牌子。）

### 直属特设机构
- 湖北省人民政府国有资产监督管理委员会

### 直属机构
- 湖北省市场监督管理局
- 湖北省广播电视局
- 湖北省体育局
- 湖北省统计局
- 湖北省医疗保障局
- 湖北省国防动员办公室
- 湖北省人民政府研究室
- 湖北省乡村振兴局
- 湖北省机关事务管理局
- 湖北省公共资源交易监督管理局
- 湖北省数据局

（国防动员办公室挂人民防空办公室牌子。）

### 直属事业单位
- 湖北省社会科学院
- 湖北省农业科学院
- 湖北省戒毒管理局
- 湖北省人民政府大数据中心
- 湖北广播电视台

### 部门管理机构
- 湖北省政务管理办公室，由省政府办公厅管理。
- 湖北省粮食局，由省发展改革委管理。
- 湖北省能源局，由省发展改革委管理。
- 湖北省监狱管理局，由省司法厅管理。
- 湖北省林业局，由省自然资源厅管理。
- 湖北省药品监督管理局，由省市场监管局管理。
- 湖北省知识产权局，由省市场监管局管理。

### 派出机构
- 湖北省人民政府驻北京办事处
- 湖北省人民政府驻上海（江苏、浙江）办事处
- 湖北省人民政府驻深圳办事处
- 湖北省人民政府驻厦门办事处
- 湖北省人民政府驻海南办事处
- 湖北省人民政府驻山西办事处
- 东湖新技术开发区管理委员会（委托武汉市管理）
- 武汉新港管理委员会（委托武汉市管理）

（省政府驻京办挂中共湖北省委湖北省人民政府驻京群众工作办公室牌子。）

## 历任领导
| 湖北省人民政府省长 …… - 李鸿忠（2007年12月－2011年2月），现任中共中央政治局委员 - 王国生（2011年2月－2016年7月），现任全国人大社会建设委员会副主任委员 - 王晓东（2016年9月－2021年5月），现任全国政协农业和农村委员会副主任 - 王忠林（2021年5月－2025年1月） - 李殿勋（2025年1月至今） 湖北省人民政府常务副省长 …… - 周坚卫（2002年9月—2008年1月） - 李宪生（2008年1月—2011年12月） - 王晓东（2011年12月－2016年9月） - 黄楚平（2016年12月－2020年1月） - 李乐成（2021年1月－2021年10月） - 董卫民（2022年3月－2023年8月） - 邵新宇（2023年9月－2025年4月） - 张文兵（2025年6月至今） 湖北省人民政府秘书长 …… - 邓道坤（1996年9月－1998年1月） - 贾天增（1998年3月－1999年9月） - 焦俊贤（1999年9月－2001年11月） - 阮成发（2001年11月－2002年12月） - 李春明（2003年1月—2006年5月） - 段轮一（2006年5月—2008年1月） - 尹汉宁（2008年2月—2010年7月） - 傅德辉（2010年7月－2012年7月） - 王祥喜（2012年7月—2017年7月） - 别必雄（2017年7月－2020年9月） - 蔚盛斌（2021年4月—2024年7月） - 王太晖（2024年7月—） | 湖北省人民政府副省长 …… - 曾欣（2014年3月－2020年6月） - 曹广晶（2014年5月－2022年3月） - 万勇（2018年5月－2021年1月） - 赵海山（2018年11月－2023年1月） - 杨云彦（2018年1月－2023年1月） - 肖菊华（2019年9月－2022年7月） - 张文兵（2020年7月－2022年3月） - 徐文海（2020年7月至今） - 柯俊（2021年2月－2021年11月） - 宁咏（2021年4月－2022年7月） - 王立（2021年12月－2023年1月） - 邵新宇（2022年9月至今） - 盛阅春（2023年1月－2024年5月） - 张文彤（2023年1月至今） - 吴海涛（2023年1月－2023年12月） - 陈平（2023年1月至今） - 蔚盛斌（2023年12月至今） - 彭勇（2023年1月 - 2025年3月） - 程用文（2024年5月至今） - 黎东辉（2025年6月至今） |